# Fairmaniella leprosa
Fairmaniella leprosa är en svampart som först beskrevs av Fairm., och fick sitt nu gällande namn av Petr. & Syd. 1927. Fairmaniella leprosa ingår i släktet Fairmaniella, divisionen sporsäcksvampar och riket svampar.   Inga underarter finns listade i Catalogue of Life.